# Zoe Mizzoni
Zoe Mizzoni (Palermo, 1º dicembre 1994) è un pallamanista italiano, attualmente svincolato.

## Carriera
Il giocatore ennese, nato a Palermo, alto 1,98 si è formato nella città nella quale è cresciuto, Enna, nello storico club siciliano dell’Haenna. Dopo una iniziale esperienza alla Valentino Ferrara, Mizzoni fa ritorno a Enna per poi trasferirsi alla Teamnetwork Albatro in vista della stagione 2019/20. Insieme alla squadra siciliana il 26enne viene promosso subito in Serie A Beretta e riescono a rimanere nel massimo campionato, grazie a un eccezionale girone di ritorno meritevole di un articolo d'elogio sul giornale La Sicilia.
Il culmine della carriera sportiva del Mizzoni probabilmente coincide con il trasferimento all’SSV Bozen. «Un grande passo, che il potente giocatore fa con grande umiltà e molta riconoscenza. “Sono felicissimo dell’opportunità che mi offre l’SSV Loacker Bozen Volksbank. Poter giocare nella stessa squadra di leggende come Dean Turković e di altri giocatori top è un sogno che si realizza. Darò il massimo e spero di crescere sia a livello personale, sia nel gioco della pallamano. Non vedo l’ora che questa avventura abbia inizio”, afferma Zoe Mizzoni.
A Bolzano si ha un’alta opinione del pivot che, in primo luogo, dovrebbe dare stabilità in difesa al team allenato da Mario Šporčić. “Zoe è un giocatore che ha un grandissimo potenziale dal punto di vista fisico. Questo è il suo primo ingaggio in una società ambiziosa e abituata al successo, quindi all’inizio sarà un cambiamento soprattutto per lui. Ma il suo entusiasmo e la sua forza di volontà sono enormi e per questo siamo assolutamente convinti che a Bolzano assumerà un ruolo importante. A Zoe Mizzoni, che avrà tutto il nostro sostegno, auguriamo il meglio per questa sfida”, afferma Hannes Innerebner, General Manager dell’SSV Loacker Bozen Volksbank»